# Singly na prvním místě v roce 1972 (USA)
Jedničky americké hitparády Hot 100 za rok 1972 podle časopisu Billboard.
| Období       | Skladba                               | Interpret          |
| ------------ | ------------------------------------- | ------------------ |
| 1. leden     | "Brand New Key"                       | Melanie Safka      |
| 8. leden     | "Brand New Key"                       | Melanie Safka      |
| 15. leden    | "American Pie"                        | Don McLean         |
| 22. leden    | "American Pie"                        | Don McLean         |
| 29. ledna    | "American Pie"                        | Don McLean         |
| 5. únor      | "American Pie"                        | Don McLean         |
| 12. únor     | "Let's Stay Together"                 | Al Green           |
| 19.. únor    | "Without You"                         | Harry Nilsson      |
| 26. únor     | "Without You"                         | Harry Nilsson      |
| 4. březen    | "Without You"                         | Harry Nilsson      |
| 11. březen   | "Without You"                         | Harry Nilsson      |
| 18. březen   | "Heart of Gold"                       | Neil Young         |
| 25. březen   | "A Horse with No Name"                | America            |
| 1. duben     | "A Horse with No Name"                | America            |
| 8. duben     | "A Horse with No Name"                | America            |
| 15. duben    | "The First Time Ever I Saw Your Face" | Roberta Flack      |
| 22. duben    | "The First Time Ever I Saw Your Face" | Roberta Flack      |
| 29. duben    | "The First Time Ever I Saw Your Face" | Roberta Flack      |
| 6. květen    | "The First Time Ever I Saw Your Face" | Roberta Flack      |
| 13. květen   | "The First Time Ever I Saw Your Face" | Roberta Flack      |
| 20. květen   | "The First Time Ever I Saw Your Face" | Roberta Flack      |
| 27. květen   | "Oh Girl"                             | The Chi-Lites      |
| 3. červen    | "I'll Take You There                  | The Staple Singers |
| 10. červen   | "The Candy Man"                       | Sammy Davis Jr.    |
| 17. červen   | "The Candy Man"                       | Sammy Davis Jr.    |
| 24. červen   | "The Candy Man"                       | Sammy Davis Jr.    |
| 1. červenec  | "Song Sung Blue"                      | Neil Diamond       |
| 8. červenec  | "Lean on Me"                          | Bill Withers       |
| 15. červenec | "Lean on Me"                          | Bill Withers       |
| 22. červenec | "Lean on Me"                          | Bill Withers       |
| 29. červenec | "Alone Again (Naturally)"             | Gilbert O'Sullivan |
| 5. srpen     | "Alone Again (Naturally)"             | Gilbert O'Sullivan |
| 12. srpen    | "Alone Again (Naturally)"             | Gilbert O'Sullivan |
| 19. srpen    | "Alone Again (Naturally)"             | Gilbert O'Sullivan |
| 26. srpen    | "Brandy (You're a Fine Girl)"         | Looking Glass      |
| 2. září      | "Alone Again (Naturally)"             | Gilbert O'Sullivan |
| 9. září      | "Alone Again (Naturally)"             | Gilbert O'Sullivan |
| 16. září     | "Black and White"                     | Three Dog Night    |
| 23. září     | "Baby, Don't Get Hooked on Me"        | Mac Davis          |
| 30. září     | "Baby, Don't Get Hooked on Me"        | Mac Davis          |
| 7. říjen     | "Baby, Don't Get Hooked on Me"        | Mac Davis          |
| 14. říjen    | "Ben"                                 | Michael Jackson    |
| 21. říjen    | "My Ding-a-Ling"                      | Chuck Berry        |
| 28. říjen    | "My Ding-a-Ling"                      | Chuck Berry        |
| 4. listopad  | "I Can See Clearly Now"               | Johnny Nash        |
| 11. listopad | "I Can See Clearly Now"               | Johnny Nash        |
| 18. listopad | "I Can See Clearly Now"               | Johnny Nash        |
| 25. listopad | "I Can See Clearly Now"               | Johnny Nash        |
| 2. prosinec  | "Papa Was a Rollin' Stone"            | The Temptations    |
| 9. prosinec  | "I Am Woman"                          | Helen Reddy        |
| 16. prosinec | "Me and Mrs. Jones"                   | Billy Paul         |
| 23. prosinec | "Me and Mrs. Jones"                   | Billy Paul         |
| 30. prosinec | "Me and Mrs. Jones"                   | Billy Paul         |